# Naivasha-tó

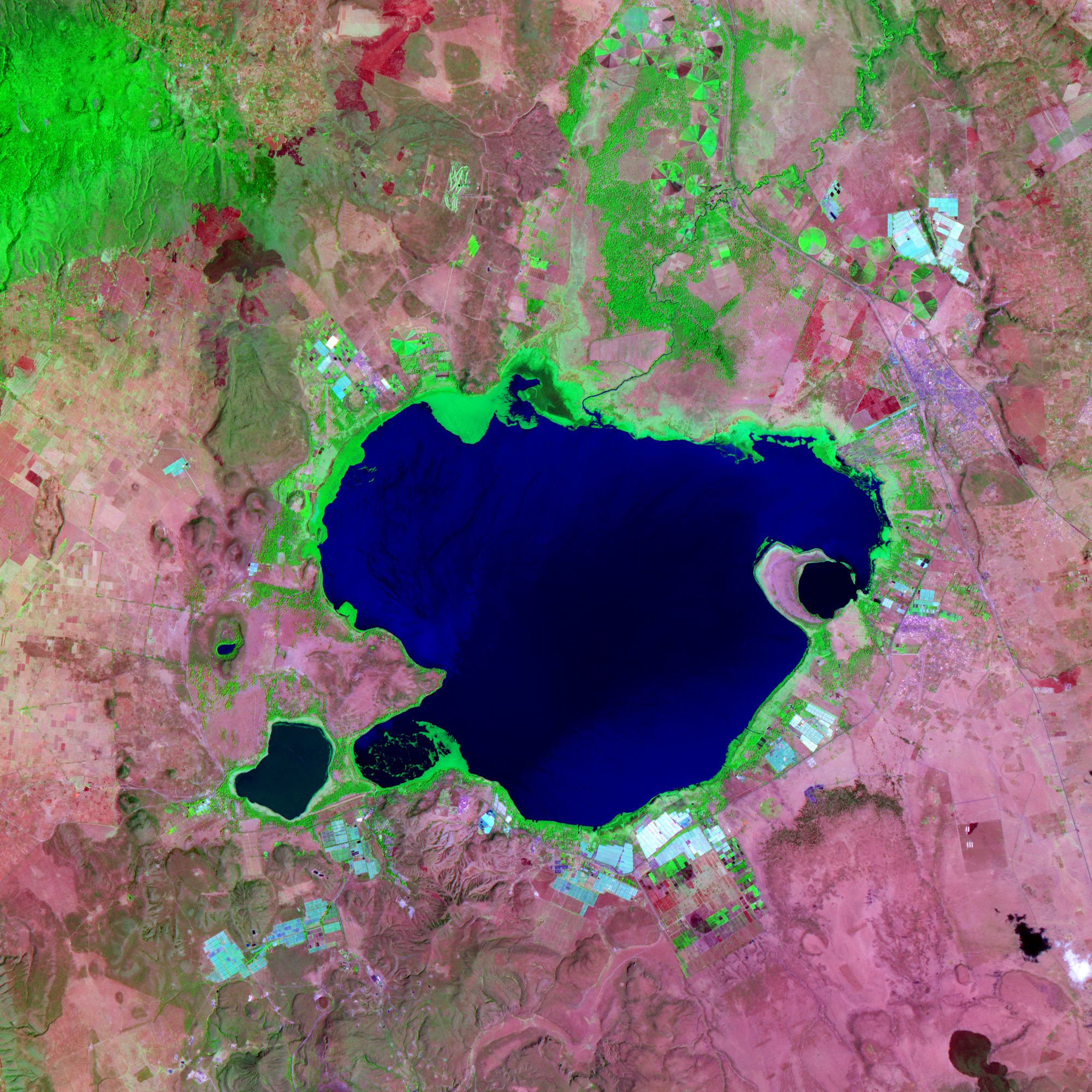
A Naivasha-tó űrfelvételen.

A Naivasha-tó egy édesvízi tó Kenyában, Naivasha település mellett, Nakuru megyében, Nairobi északnyugati részén. A Nagy-hasadékvölgy része. A név a helyi Maasai Nai'posha névből származik.
A tavat és környékét 1999. augusztus 16-án felvették az UNESCO világörökségi javaslati listájára.

## Elhelyezkedése
A Naivasha-tó a Kenyai Hasadékvölgy legmagasabb pontján fekszik, 1884 méter magasságban, vulkáni kőzet és nagyobb pleisztocén-korszak üledékes lelőhelyének bonyolult geológiai kombinációjában. Az ingadozó, átmeneti vízjárású folyók mellett a tavat a Malewa és Gilgil folyók táplálják.

## Földrajza
A tó területe 139 km2, és 64 négyzetkilométer mocsár veszi körül, amely a csapadéktól függően  nagymértékben változhat. A tengerszint feletti magasság 1,884 méter. A tó átlagos mélysége 6 láb, a legalacsonyabb terület 100 láb.
A Njorowa-szoros a Hell's Gate (Pokol kapuja) Nemzeti Parkban található, mely jelenleg a tó fölött helyezkedik el, és a Hell's Gate Nemzeti Park bejáratát képezi. Naivasha (korábban Kelet-Nakuru) városa a tó északkeleti szélén található.

## Ökológia
A tó különböző vadon élő állatoknak ad otthont, beleértve több mint 400 fajta madarat is. A tó halfélékben egykor rendkívül változatos volt, amelyet az éghajlatváltozás, a halászati erőkifejtés és az idegen fajok bevezetése befolyásolt. 2010-ben azonban már a tóban kifogott halak több mint 90%-át a közönséges ponty tette ki.
A Naivasaha-tó környékén két kisebb tavacska található: az Oloiden-tó és a Sonachi-tó (egy zöld kráter tó). A tó partja európai bevándorlók és telepesek népességéről ismert.

## Története
1937 és 1950 között a tó volt a leszállóhelye és postai útvonala a Nagy-Britanniai Southamptonból Dél-Afrikába tartó Imperial Airways utasszállítónak. Joy Adamson író a tó partján élt az 1960-as évek közepén. 1999-ben a Naivasha-tóvidék megkapta a Ramsar-tó megőrzésére vonatkozó Ramsar-ösztöndíj-at.
Kenya fő rózsatermesztő vidéke itt a Naivasha-tó partján terül el. A rózsatermesztés kulcsa az éghajlat, amely egész évben olyan, mint Európában nyáron. A másik a víz, ami a Naivasha-tóból "korlátlanul” rendelkezésre áll. A megtermelt virágokat hűtőkamionnal szállítják Nairobi repterére, ahonnan speciális hűtőrepülőgépekkel pár óra alatt az európai (holland) virágtőzsdékre kerülnek.

## Galéria

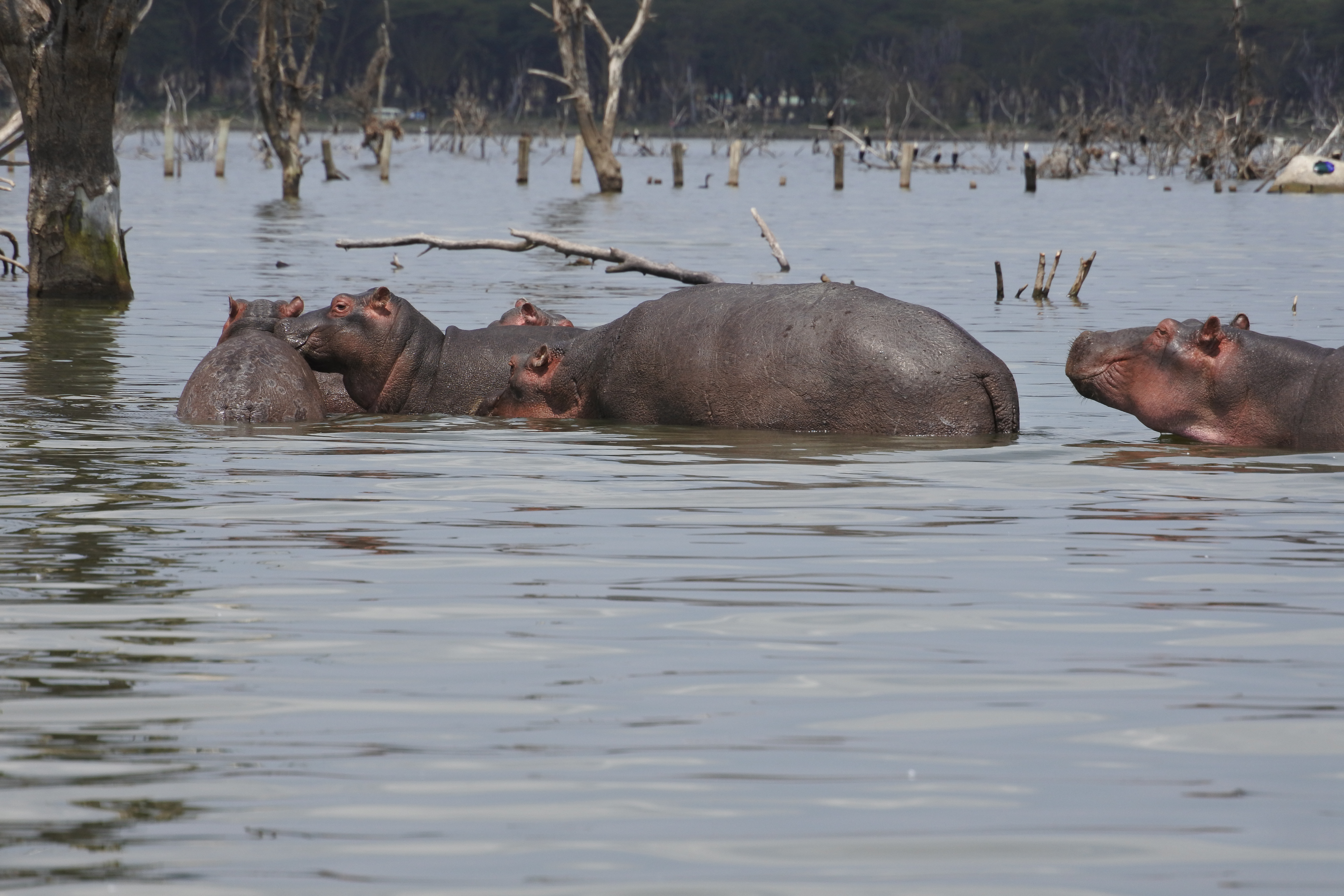
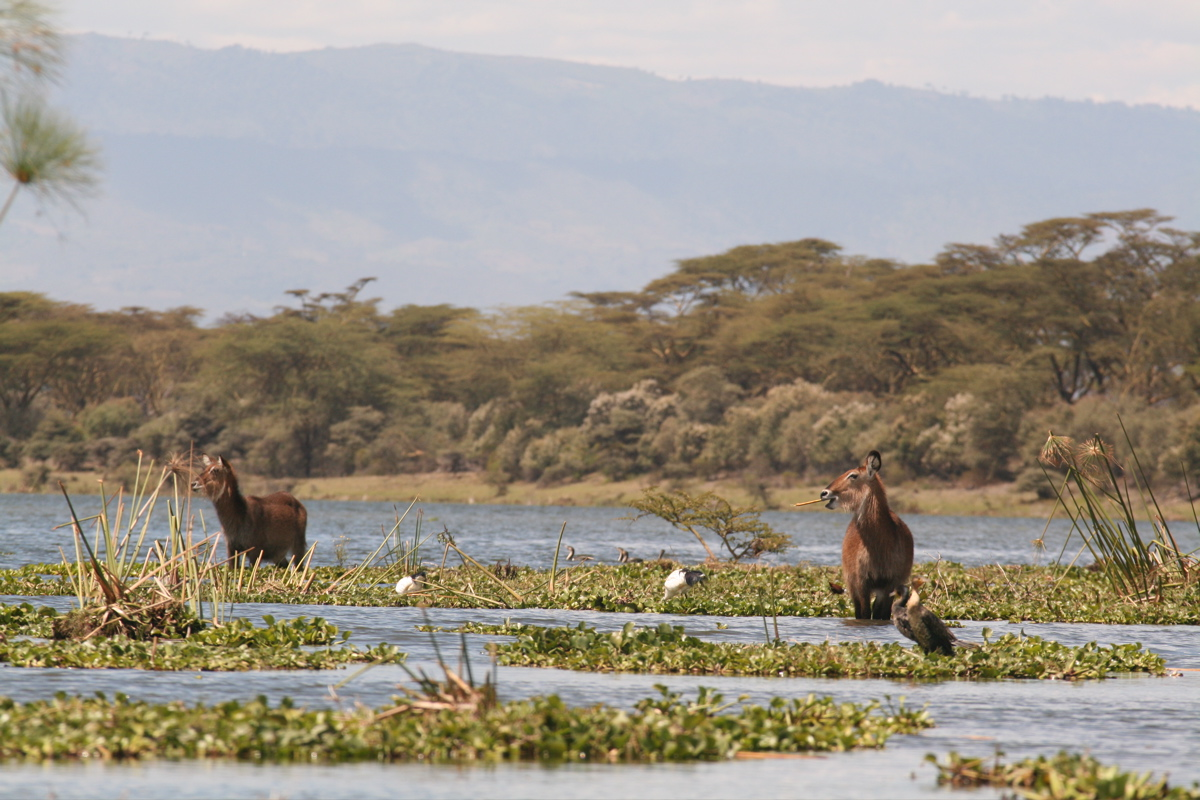
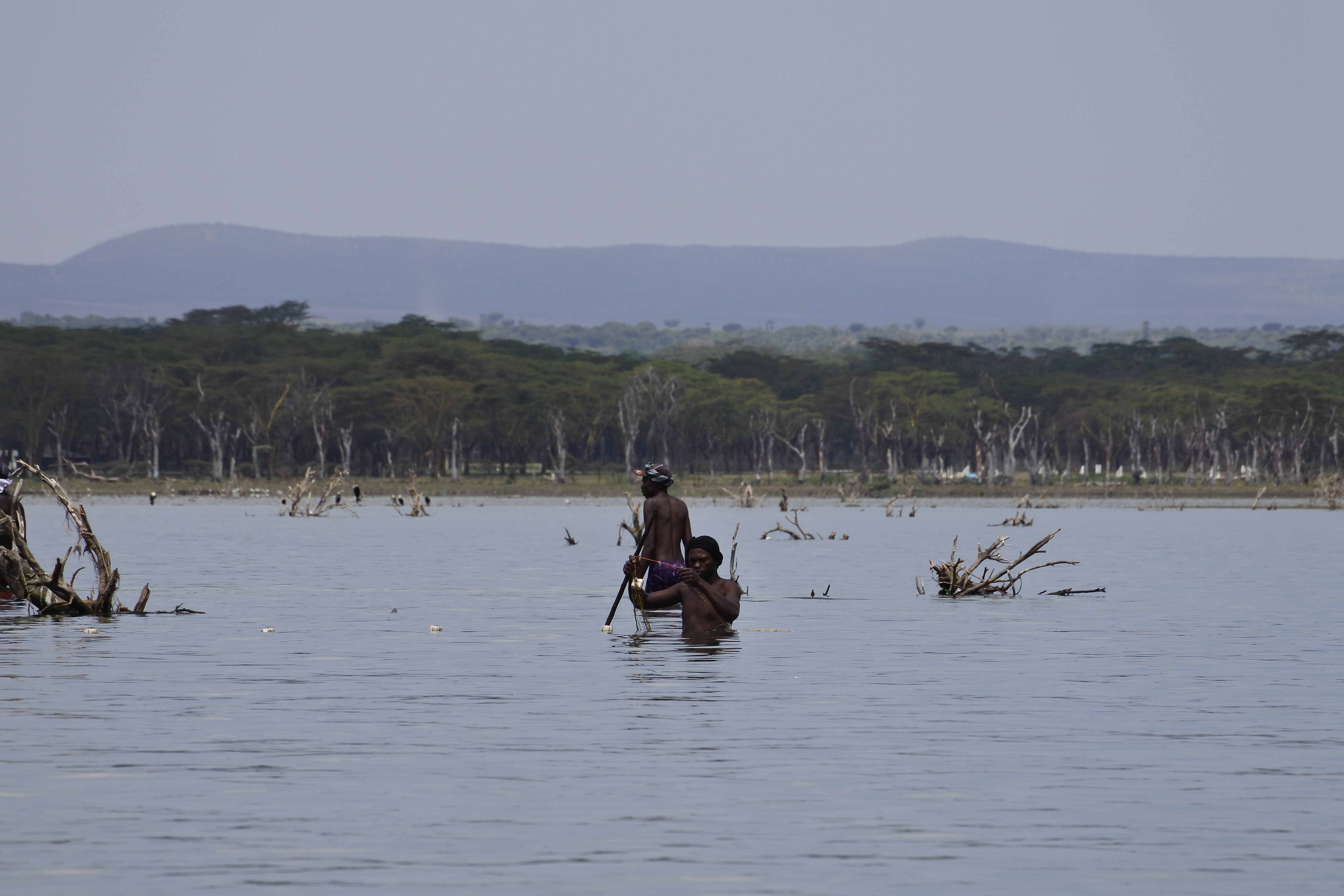
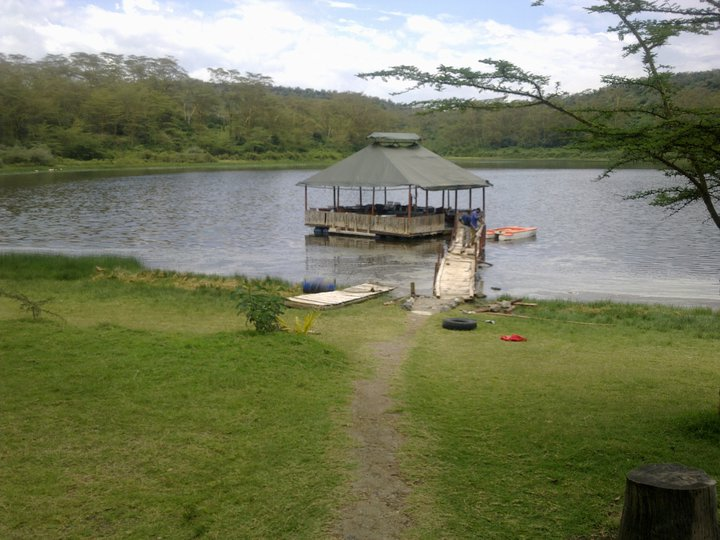
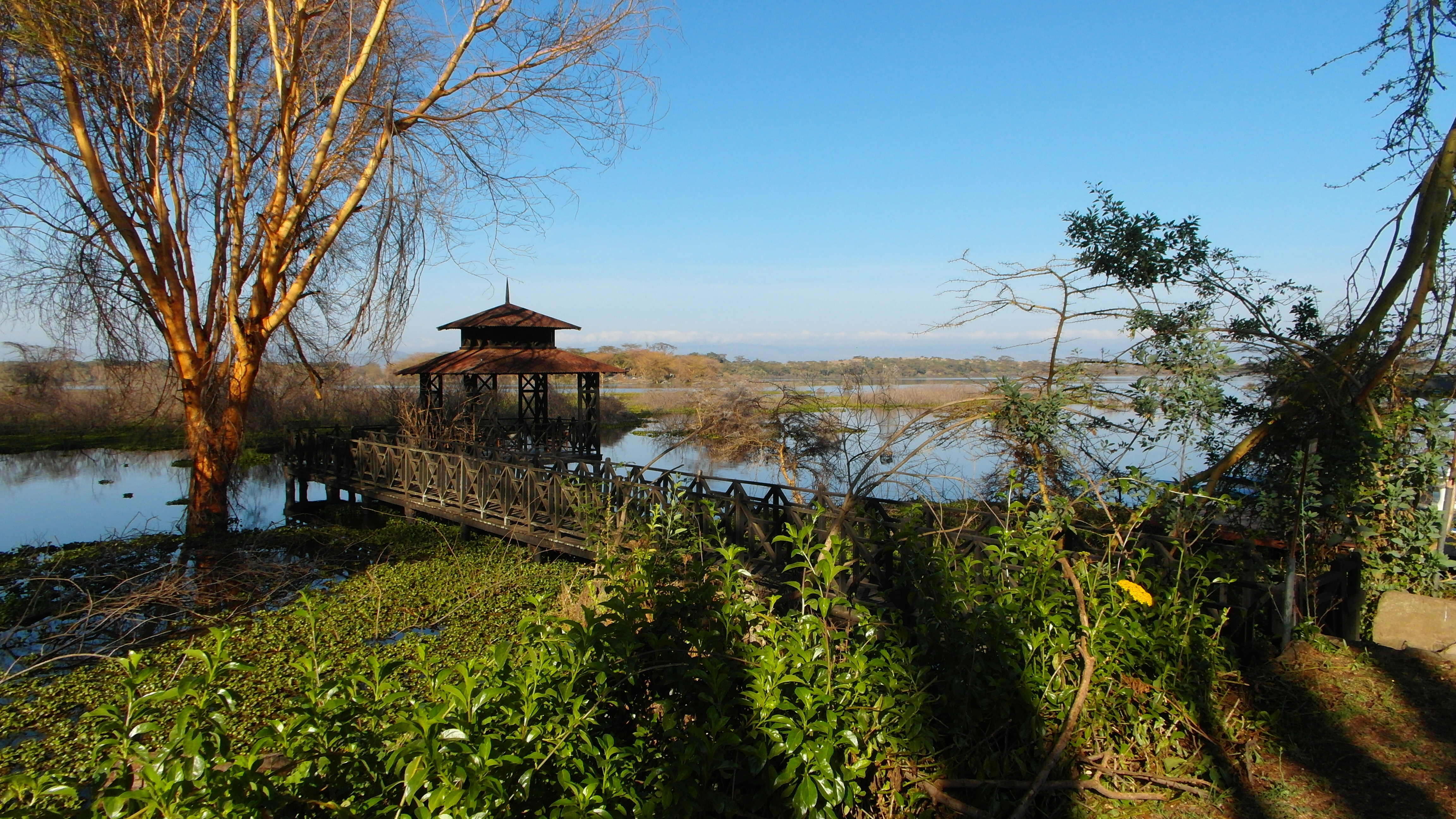
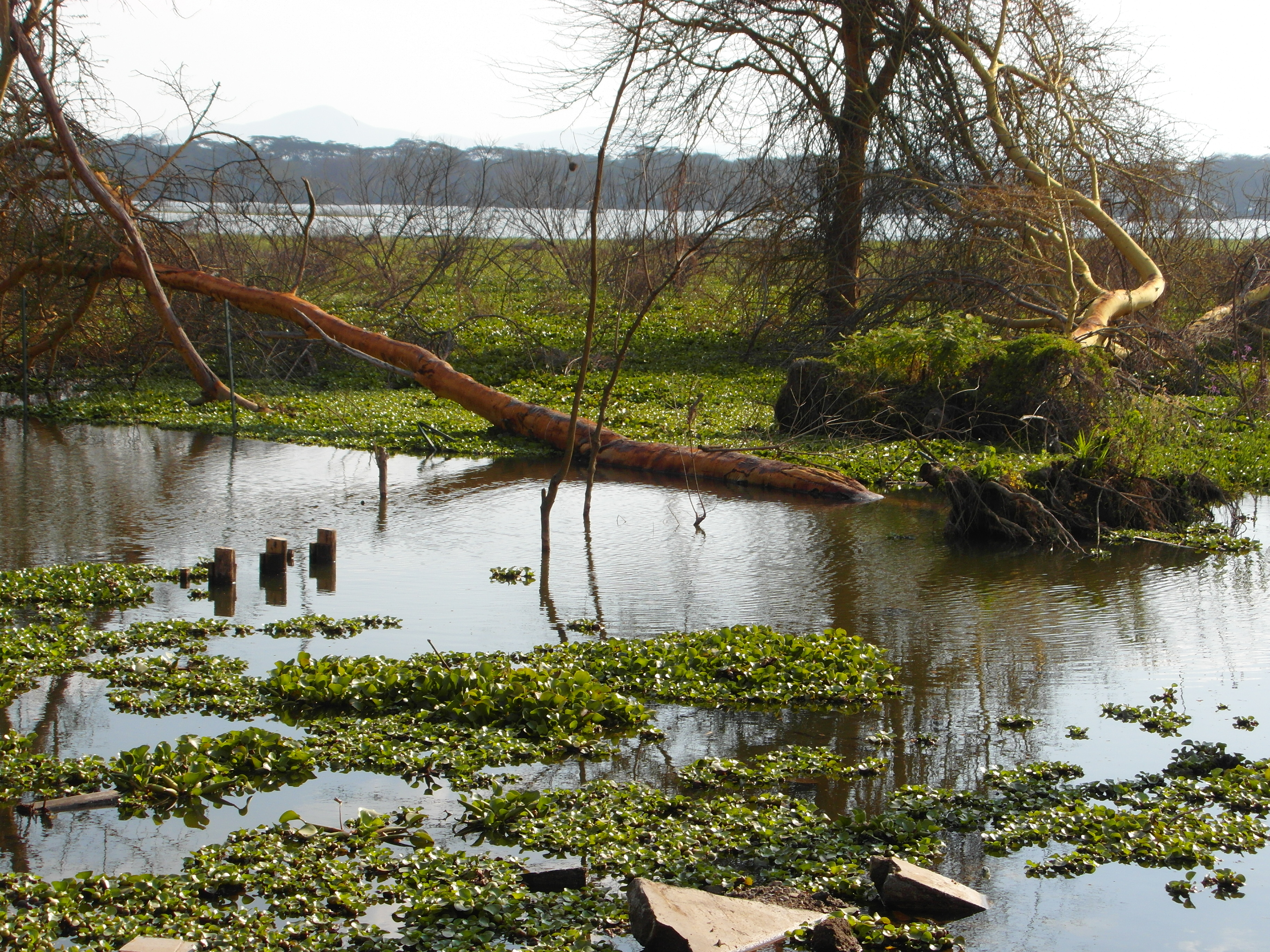
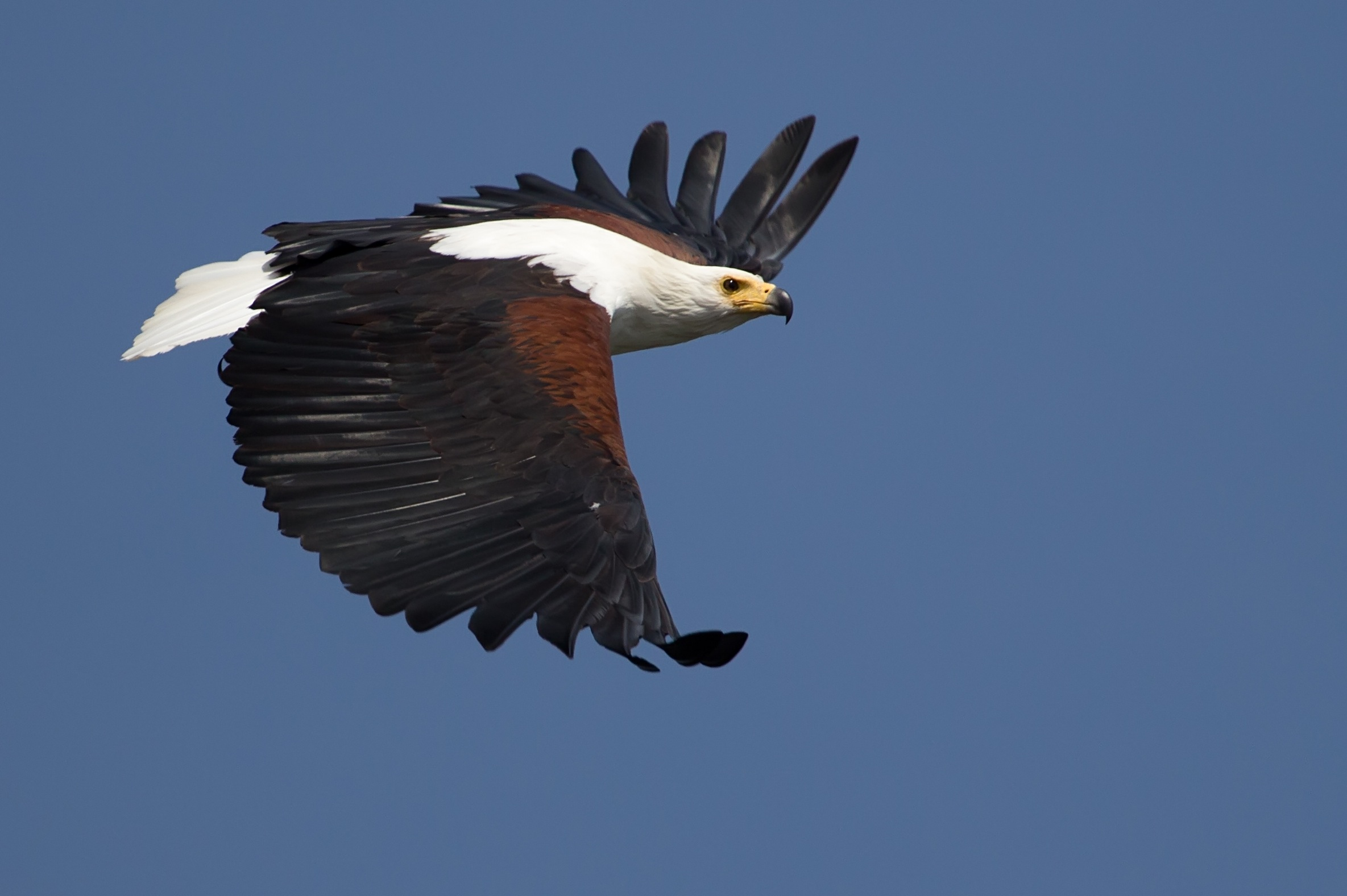
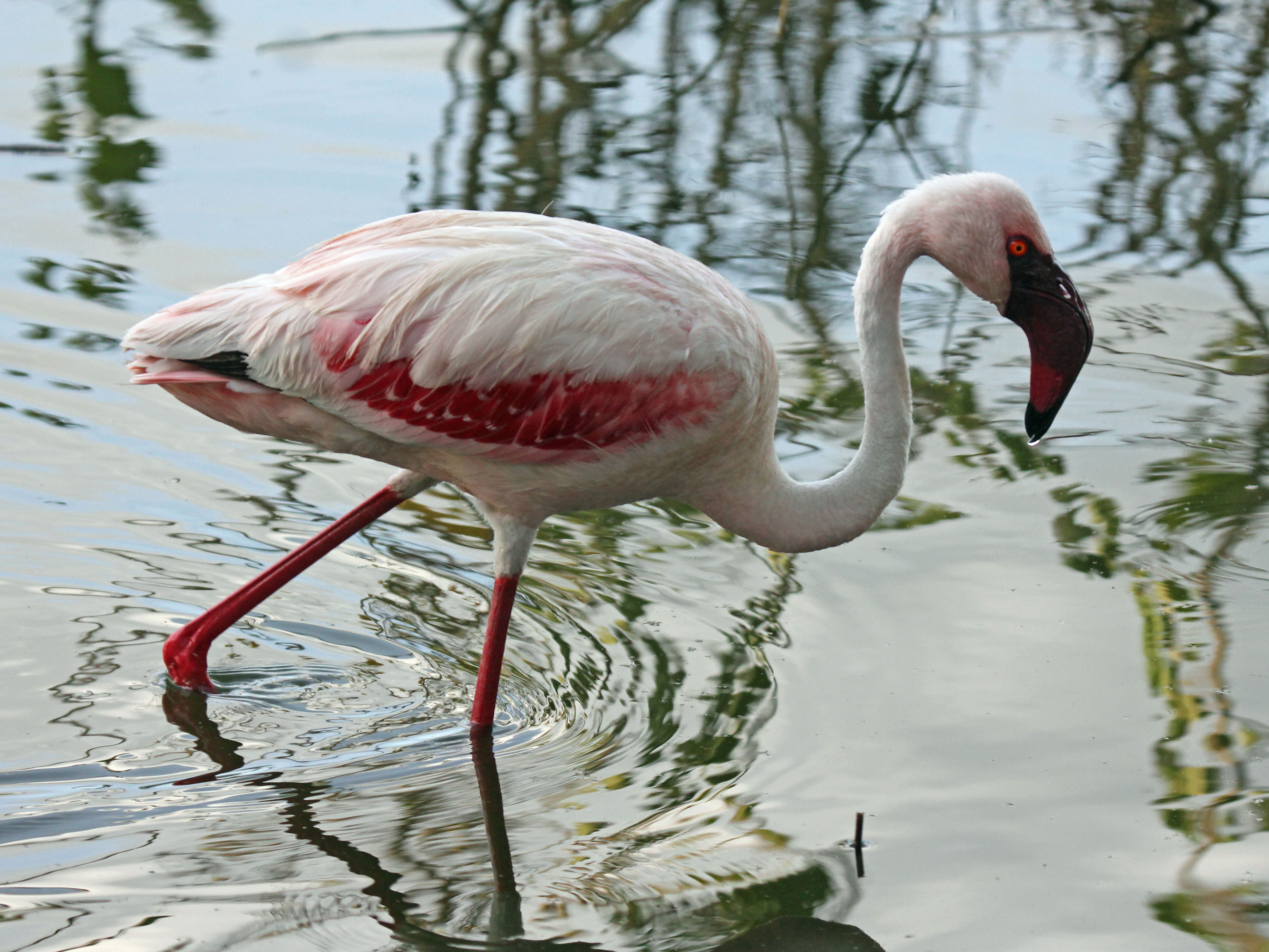
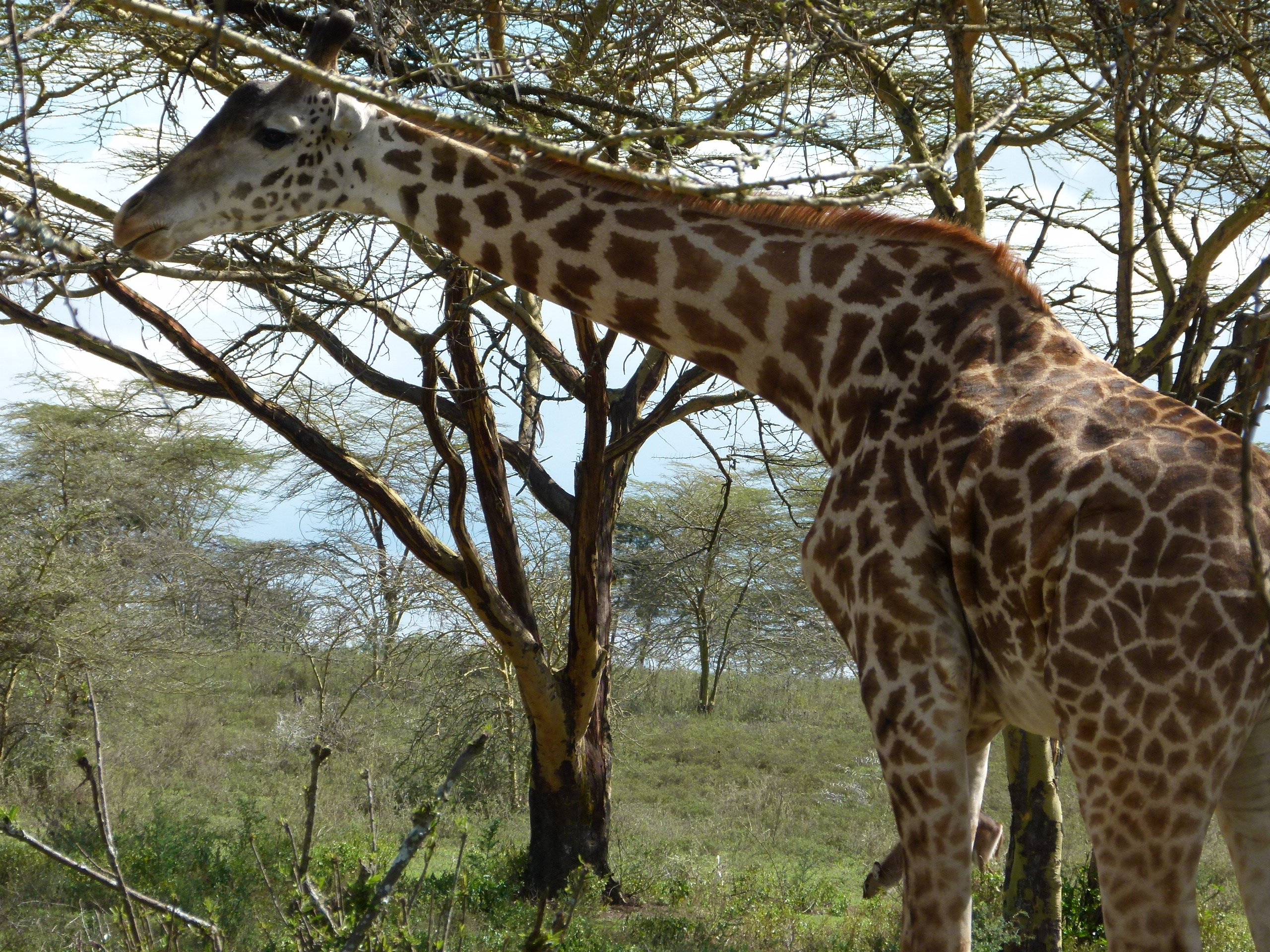
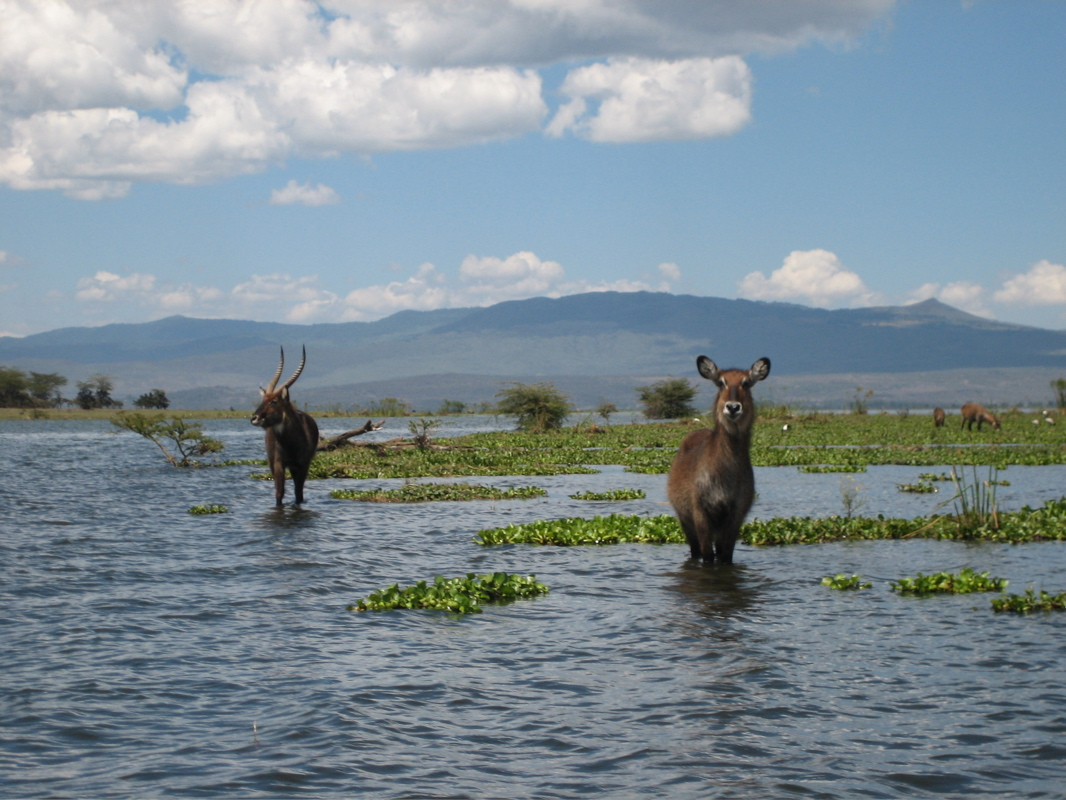
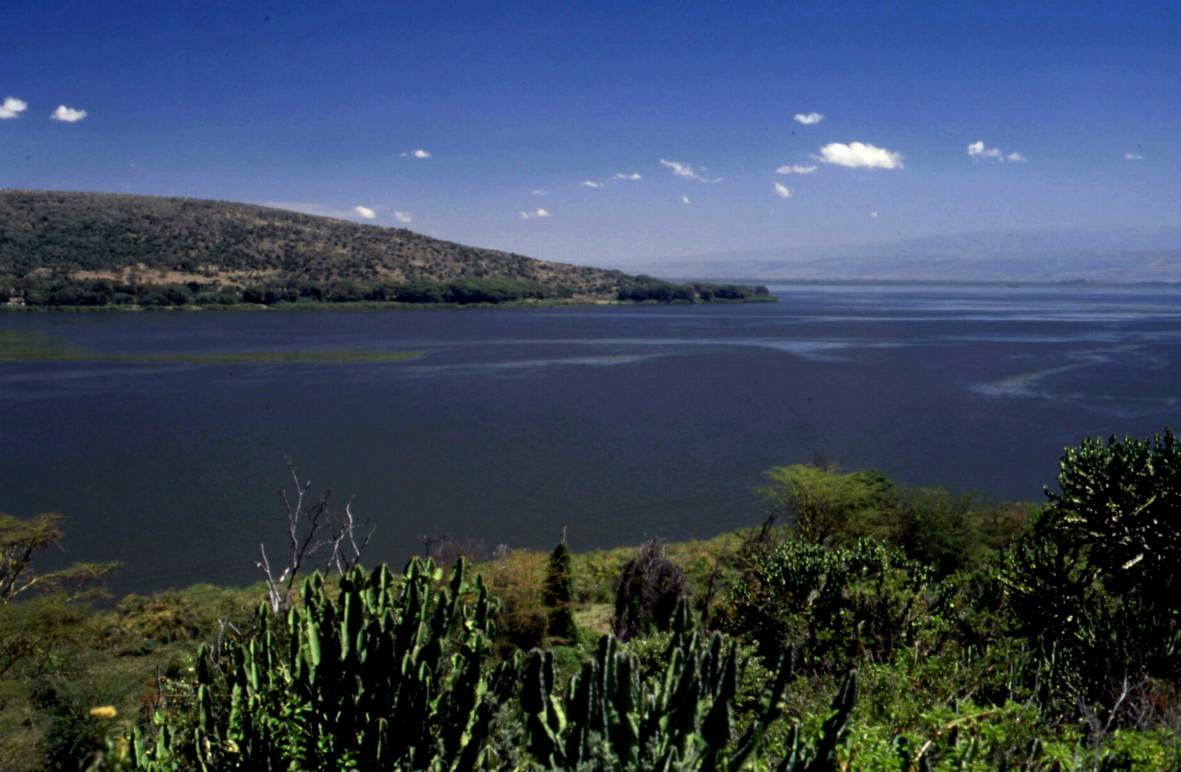
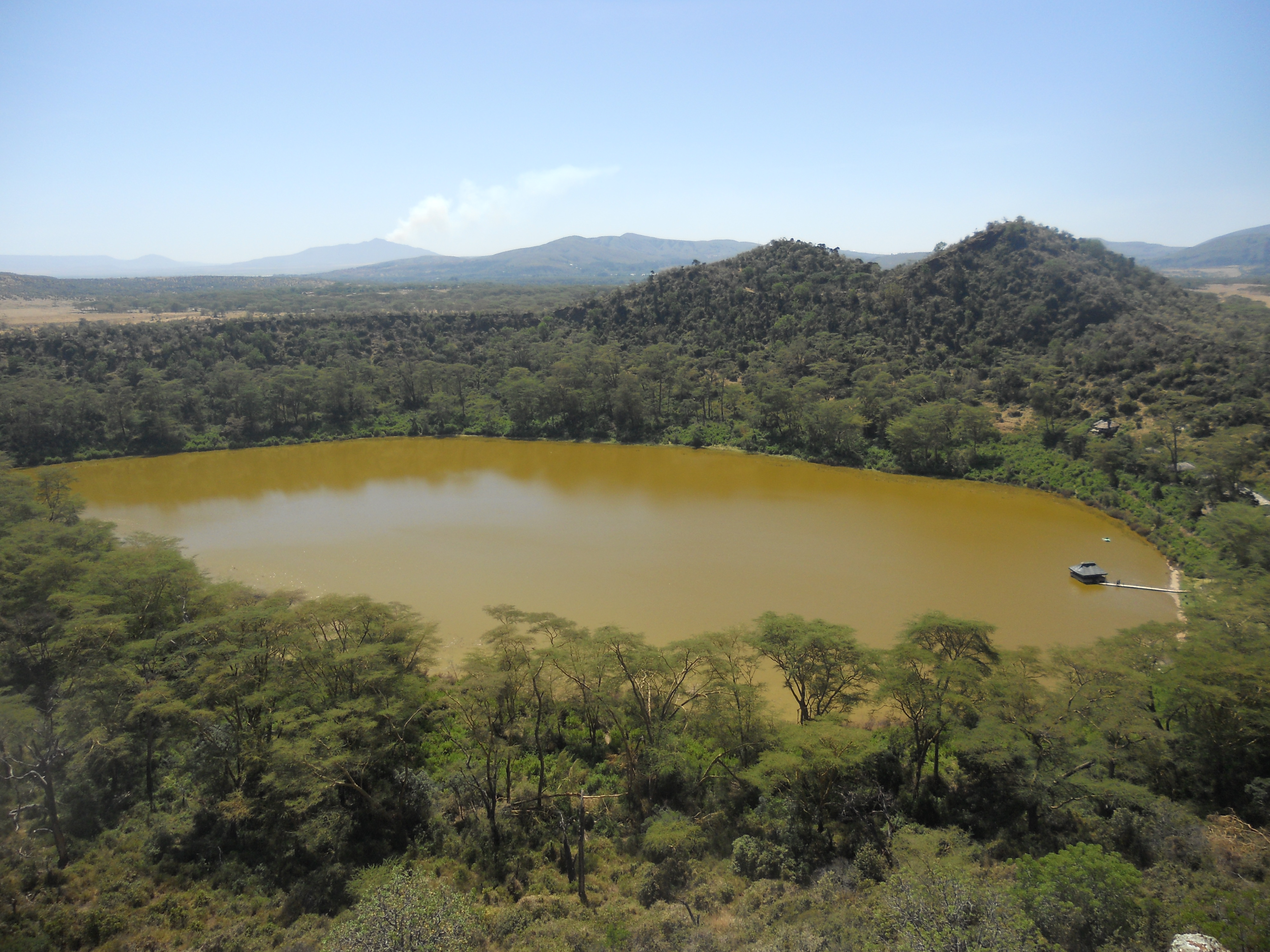